# JS Izumo (schip, 2015)
De JS Izumo (Japans: いずも), ook bekend onder registratienummer DDH-183, is een Japanse helikoptercarrier uit de Izumo-klasse. Het is tevens het grootste marineschip van de Japanse Maritieme Zelfverdedigingstroepen.

## Geschiedenis
Omdat Artikel 9 van de Japanse Grondwet enkel zelfverdediging toestaat  en Japan aldus geen vliegdekschepen mag bezitten, en het land zijn marine toch wou moderniseren, werd besloten om een helikoptercarrier te bouwen.  Het schip werd in 2010 besteld door de regering voor de Marine van de Japanse Zelfverdedigingstroepen. In januari 2012 werd het schip te water gelaten en in augustus 2013 in de vaart genomen. Het schip werd op 25 maart 2015 officieel in dienst genomen.

## Kritiek
Het schip is ontworpen zodat het veertien helikopters kan stallen, waarbij er 5 tegelijk kunnen opstijgen of landen. Volgens China kan het schip echter zeer makkelijk omgebouwd worden om er toch gevechtsvliegtuigen mee te lanceren.